# Дністровські пагорби
Дністровські пагорби (рум. Dealurile Nistrului), також відомі як Північно-молдовське плато (рум. Podişul Moldovei de Nord) — географічна область, яка охоплює більшість північної Молдови та частини Чернівецької області України. Дністровські пагорби є північною та північно-східною складовою частиною Молдовської височини.
Дністровські пагорби простягаються вздовж Дністра від річечки, яку місцеві українці звикли називати Потік, а румунські джерела XV ст. позначали назвою Колачин як ліву притоку Прута, а також від лісу Плонини до місця, де у Дністер упадає її притока Реут. Дністер відокремлює їх від Подільської височини. Дністровські пагорби відокремлені від решти Молдовської височини (Сучавське плато, Жижійська рівнина, Бєльцький степ, Центральномолдовське плато) проходами, утвореними в долині Реута і його приток та частково Прута і його приток.
Дністровські пагорби заввишки приблизно 300 м. Вони складаються з:
- Хотинського плато (рум. Podişul Hotin) на північному заході;
- Дністровського кряжу, або Дністровського хребта (рум. Colinele Nistrului), званого також Дністровсько-Реутським хребтом або «хребтом між Дністром і Реутом» (рум. Colinele dintre Nistru si Răut) на південному сході, протяжністю 2480 км2;
- Північномолдовських пагорбів, або Північно-Бессарабського плато (рум. Platoul Basarabiei de Nord), центральної частини Дністровських пагорбів 4630 км2.

У зв’язку з явищем кряжів уздовж правого берега Дністра, водоймами, що впадають прямо у Дністер, є лише кілька дрібних струмків. Північно-західна частина Дністровських пагорбів характеризується численними ручаями, які витікають лише за один-два пагорби від Дністра, але впадають у річку Прут — притоку Дунаю. Південно-східна частина Дністровських пагорбів характеризується струмками, що втікають у річку Реут, яка сама після цього впадає у Дністер.